# Величенко Тетяна Григорівна
Тетяна Григорівна Величенко (нар. 23 січня 1954, село Миколаївка, тепер Менського району Чернігівської області) — українська радянська діячка, опоряджувальниця Чернігівського домобудівного комбінату Чернігівської області. Депутат Верховної Ради СРСР 10-го скликання.

## Біографія
Народилася в селянській родині. Освіта середня: у 1971 році закінчила Чернігівське міське професійно-технічне училище. Член ВЛКСМ.
З 1971 року — опоряджувальниця цеху великопанельного домобудування Чернігівського домобудівного комбінату імені 50-річчя СРСР Чернігівської області.
Потім — на пенсії в місті Чернігові.

## Нагороди
- медаль «За трудову відзнаку»
- медалі
- знак «Молодий гвардієць п'ятирічки»